# Diego Martínez (actor español)
Diego Martínez (Burgos, Castilla y León, 28 de enero de 1985) es un actor español conocido en la pequeña pantalla principalmente por sus papeles como Karim Ben Ali en Servir y proteger y Santa en Rabia.

## Biografía
Empezó su carrera en televisión en el 2014 haciendo una pequeña aparición en la película para Televisión Española El clavo de oro, ese mismo año participó Amar es para siempre como secundario en la primera temporada del serial.
En 2015 llegó su primer papel protagonista con la serie Rabia en la que interpretaba a un policía llamado Santa, compartiendo reparto con Malena Alterio, Paco Tous, Adriana Ozores, Patricia Vico, entre otros.
En 2016 y 2017 hizo pequeñas apariciones en series como Allí abajo, Centro médico y El final del camino.
En 2017 ficha por la primera temporada de la serie diaria Servir y proteger para interpretar a Karim Ben Ali, el nuevo inspector de la UIT. Tras 26 capítulos abandonó la serie tras la marcha de su personaje a La Haya. En 2018 regresó a la serie durante tres capítulos.
En 2018 y 2019 apareció en La caza interpretando a Jaime Noguera, compartiendo trama con Francis Lorenzo y Megan Montaner; y en La unidad como uno de los policías de la brigada antiterrorista.
En 2019 Hollywood le ofrece su primera oportunidad en la industria siendo uno de "los cholos" en Terminator 6, Dark fate. Un personaje mexicano con cara de pocos amigos y que lidera una de las bandas de la cárcel. Finalmente esta parte nunca llegó a formar parte del montaje final. 
En marzo de 2020 se anuncia que recupera su personaje de Karim en Servir y proteger un año después de su despedida, reincorporándose así a la cuarta temporada de la serie, estando hasta el final de la misma en agosto de ese mismo año.
En octubre de 2021 se pone bajo la dirección de Juan Diego Botto en la película En los márgenes compartiendo pantalla con Penélope Cruz y Luis Tosar.

## Filmografía

### Televisión
| Año               | Serie                | Personaje                       | Canal      | Notas        |
| ----------------- | -------------------- | ------------------------------- | ---------- | ------------ |
| 2014              | El clavo de oro      | Chaparro                        | La 1 (TVE) | TV Movie     |
| 2014              | Amar es para siempre | Curro Linares                   | Antena 3   | 7 episodios  |
| 2015              | Rabia                | M. Santamaría Carballal "Santa" | Cuatro     | 8 episodios  |
| 2016              | Allí abajo           | Diego Escudero                  | Antena 3   | 1 episodio   |
| 2016              | Centro médico        |                                 | La 1 (TVE) | 1 episodio   |
| 2017              | El final del camino  | Sancho (18 años)                | La 1 (TVE) | 1 episodio   |
| 2017 - 2018; 2020 | Servir y proteger    | Karim Ben Ali                   | La 1 (TVE) | 97 episodios |
| 2019              | La caza              | Jaime Noguera                   | La 1 (TVE) | 2 episodios  |
| 2020              | La unidad            | Policía                         | Movistar+  | 1 episodio   |

### Cine
| Año  | Película                | Personaje | Notas                                                                                              |  |
| ---- | ----------------------- | --------- | -------------------------------------------------------------------------------------------------- |  |
| 2014 | Operasiones espesiales  |           | |  |
| 2017 | Como la espuma          | Jorge     | |  |
| 2019 | A pesar de todo         | Salva     | Película de Netflix                                                                                |  |
| 2019 | Terminator 6, dark fate | Cholo     | [[Paramount Pictures 20th Century Fox Buena Vista International Lightstorm Entertainment Genesis]] |  |
| 2021 | En los margenes         | Policía   | Película de Morena films                                                                           |  |

### Web serie
| Año  | Serie          |
| ---- | -------------- |
| 2016 | Temporada baja |